# عاشقها
عاشق خواننده دوره‌گردی است که ساز، نوعی علت موسیقی شبیه تار، را نواخته و آواز می‌خواند. قبل از جا افتادن لغت عاشق کلمه ترکی اوزان به این نوع خواننده‌ها گفته می‌شد. در طول تاریخ اقوام ترک، فرمانروایان همواره در سفرهای جنگی اوزانی را به همراه می‌بردند تا با بیان اشعار حماسی لشگریان را تشجیع کنند.
سپتامبر ۲۰۰۹، هنر عاشقی آذربایجان در لیست معارف فرهنگی یونسکو قرار گرفت.

## تاریخچه
سنت عاشقی در فرهنگ ترکی آناتولی، آذربایجان و ایران در عقاید شمنی ترکان قدیم ریشه دارد. عاشق‌های قدیم با لغاتی مانند بخشی، دده (روحانی) و اوزان نامیده شده‌اند. انتقال شفاهی فرهنگ، ترویج ارزش‌ها و سننن فرهنگی از جمله وظایف این صنف بود. ٔبر اساس حماسه نامه دده قورقود ریشه عاشقها حد اقل به قرن هفتم میلادی می‌رسد. کتاب دده قورقود شامل ۱۲ داستان راجع به دوران مهاجرت اوغوزها، قبیله‌ای صحرا گرد از ترکان، از آسیای میانه به ترکیه و آذربایجان است. طبیعی است که موسیقی عاشقی در طی این مهاجرت و درگیری‌های مربوطه با ساکنین اولیه سرزمین‌های اشغال شده تکامل یافت. با این حال هسته اولیه مسیقی، یعنی توصیف حماسی زندگیٔ بر مبنای زنگی شبانی، تا عصر حاضر حفظ شده‌است. برای مثال یکی از آوازهای عاشق بستی، یکی از عاشقان زن، بدینگونه شروع می‌شود:
آب حیات از تو جاریست
آبی شیرین تر از شهد، ای کوه چوپان،
همچون عروسان سفید پوش
چه با وقاری کوه چوپان …
موسیقی عاشقی تا همین اواخر به دیده تحقیر نگریسته می‌شد. رنسانس فرهنگی آذربایجان موقعیت عاشق‌ها را، به مثابه حافظان فرهنگ، به شدت تقویت کرده‌است. از طرفی دیگر، دولت ایران با فرستادن عاشق‌ها به تورهای جهانی در ترویج این هنر نقش سازنده‌ای داشته‌است.
موسیقی عاشقی در ارمنستان مسیر تکاملی ویژه‌ای طی کرده‌است. مهم‌ترین عاشق ارمنی سیات نوا(Sayat Nova) بود.

## داستان‌های عاشقی مهم
از آنجا که هنر عاشقی در اساس هنری شفاهی است، تعداد داستان‌های عاشقی باید از تعداد عاشق‌ها بیشتر باشد. با این‌حال، بعضی از داستان‌ها در طی زمان بر جسته تر شده و به صورت مکتوب درآمده‌اند. موضوع اصلی داستان‌های عاشقی عشق زمینی، جنگ‌های حماسی، یا ترکیبی از هر دو تاست.
- کور اوغلو. موضوع مهم‌ترین داستان عاشقی، کور اوغلو، خود یک عاشق بود، چرا که در مصراع آغازین آوازهای مربوطه خوانده می‌شود: آدیم کور اوغلو دی. این داستان از آناتولی به کشورهای آسیای میانه پخش شده‌است و در طی این فر آیند به نحوی محتوای آن تغییر کرده‌است.[۹] در این داستان عشق رومانتیک با رفتاری روبین هود گونه آمیخته می‌شود. آهنگ ساز بزرگ آذربایجان اپرای معروفی بر مبنای داستان کور اوغلو ساخته‌است.
- عاشق غریب. این داستان که توسط سرگی پاراجانو (Sergei Parajanov) با ساختن فیلمی به همین نام مشهور شد، داستان عاشق دوره‌گردی است که در طی سفری هفت ساله از عشقی زمینی به اوج عرفان می‌رسد. در اوایل دهه ۸۰ میلادی عاشق کماندار افندو اجرای یک ساعته‌ای از داستان را ضبط کرد. کاست مربوطه در مقیاس وسیع در ایران پخش شد و یکی از عوامل ترویج دوباره موسیقی عاشقی به‌شمار می‌آید.
- اصلی و کرم. داستان یک شاهزاده ترک است که عاشق دختری ارمنی می‌شود. اقوام دختر در مخالفت با این عشق فرامذهبی مهاجرت می‌کنند. کرم ۱۱ سال به دنبال اصلی می‌گردد. دست آخر، هنگامی که دو عاشق به هم می‌رساند، کرم تحت تأثیر طلسم پدر اصلی آتش می‌گیرد. آواز یانیخ کرم که فلبداهه توسط اصلی خوانده می‌شود یکی از ارکان هنر عاشقی است.
- عاشق واله. داستان مباحثه عاشق واله با عاشق زرنگار است. در پایان داستان واله بر زرنگار غلبه کرده و با او ازدواج می‌کند.

## عاشق‌های معروف

### قرن بیستم
- مخلص آخار سؤ
- عدالت
- حسین بزالقانلی
- حسین ساراچلی
- حسین جوان
- کماندار افندو
- امراه
- عمران حیدری
- رسول قربانی
- چنگیز مهدی پور

### قرن نوزدهم
- ملا جمعه
- عاشق علسگر
- عاشق علی کلیبرلی

### قرن هیجدهم
- سایات نوا

### قرن هفدهم
- خسته قاسیم

### قرن شانزدهم
- عباس طوفار قانلی
- پیر سلطان عبدال
- عاشق غریب

### قرن سیزدهم
- سایقو سوز عبدال